# Electricidad en África
El acceso a la electricidad en África es una de las cuestiones clave para el continente, apuntada por Naciones Unidas como objetivo ODS-7 de los Objetivos de Desarrollo Sostenible.
El consumo de electricidad por habitante en África es un 18,5 % respecto del consumo medio en el mundo en 2016.
La generación de electricidad en África es mayoritariamente a partir de combustibles fósiles: 80,5 % en 2016; las energías renovables solo contribuyen en un 17,7 %, entre éstas, la energía hidroeléctrica es la dominante con un 14,9%. Los recursos son considerables, pero están poco explotados, debido a la dificultad de conseguir financiación.

## Historia
Los primeros desarrollos de sistemas eléctricos se construyeron en Sudáfrica, cuando en 1860 se presentó un prototipo de lámpara de arco; el primer sistema telegráfico eléctrico se inauguró ese mismo año entre Ciudad del Cabo y la ciudad Simon. En 1881, la estación del Cabo se iluminó con electricidad, así como el Parlamento colonial del Cabo en 1882, año en el que Kimberley fue la primera ciudad africana a iluminar sus calles con electricidad, mientras que Londres todavía estaba iluminada  por lámparas de gas. La primera central eléctrica se inauguró en 1891, la primera central hidroeléctrica en 1892 y el primer trolebús en 1896. En 1923 se fundó la Comisión de Suministro de Electricidad (ESCOM), encargada de electrificar las líneas férreas y tranvías; para suministrarlos de energía se construyeron centrales hidroeléctricas; origen de la empresa nacional Eskom.
En Senegal, Saint-Louis fue la primera ciudad iluminada con electricidad en 1887 por el ingeniero civil Hippolyte Vaubourg; la primera central eléctrica del país se puso en servicio en 1889 en Saint-Louis. En 1909, la Compañía de electricidad de Senegal (ESTOS) se creó en Dakar por la administración colonial y el municipio de Dakar; después se construyó la central eléctrica de Bel Air que suministra electricidad al puerto de Dakar desde 2011.
En Ghana, la primera idea de construir un embalse en el río Volta se remonta a 1915, pero los primeros proyectos no se iniciaron hasta 1940 y la construcción del embalse de Akosombo se inauguró en 1961.
En la República democrática de Congo (RDC), en la zona de los embalses de Inga, se han desarrollado las centrales Inga I (360 MW) y Inga II (1.400 MW) a partir de proyectos belgas, realizados desde 1925. El proyecto se relanzó al finalizar la época colonial, en 1958. El proyecto Inga III (11.000 MW) ha tenido varios retrasos por la dificultad para obtener financiación y la firma de contratos de venta a largo plazo de su producción; en octubre de 2018, la RDC ha firmado un «acuerdo de exclusividad» con dos empresas chinas (Corporación de las Tres Gargantas) y una española para intentar financiar este proyecto de 12.000 millones de euros. A largo plazo, el proyecto de la Gran Presa de Inga (39.000 MW) haría de Inga el complejo hidroeléctrico más grande del mundo, con doble potencia que la del embalse de las Tres-Gargantas.
En Camerún, las primeras centrales hidroeléctricas privadas, Luermann y Malale, fueron inauguradas en 1929 para proveer electricidad en la región de Muyuka. Los primeros hogares con electricidad de Nkongsamba, Duala y Yaundé se crearon por la Administración poco antes la guerra de 1939-45. En 1948, se creó la empresa mixta «Energía Eléctrica de Camerún» (ENELCAM) y se encargó de acondicionar la fábrica hidroeléctrica de Edéa I en la Sanaga para el suministro eléctrico de Duala y Edéa; esta central de 22 MW desde su inauguración en 1954 se fue completando de forma progresiva hasta alcanzar 276 MW  en 1976; el embalse hydroélectrique de Song Loulou (388 MW) se inauguró aguas arriba de Edéa en 1981.
El embalse de Ruzizi, construido en la salida Ruzizi del lago Kivu en 1958 para suministrar electricidad a Bubanza y Kigoma, así como su extensión Ruzizi II añadida en 1989, están explotados por una sociedad tri-nacional (Burundi, Ruanda y República democrática de Congo), pero la producción de electricidad es insuficiente para responder a las necesidades locales en estos tres países. El Banco Africano de Desarrollo (BAD) aprobó a finales de 2015 un presupuesto de 138 millones de dólares para financiar el proyecto Ruzizi III (147 MW).
En las colonias portuguesas, el embalse de Cahora Bassa, en el río Zambeze, nació de un acuerdo entre Portugal y Sudáfrica el 19 de septiembre de 1969, para suministrar electricidad, mediante una línea de alta tensión de 1.400 km de largo y desarrollar la industria en Mozambique.
En Etiopía, empresas chinas invierten masivamente en el sector, sobre todo en la línea de transporte de alta tensión que evacuará la producción de la Presa del Renacimiento (6.450 MW), en construcción en el Nilo Azul, así como en los proyectos de granjas eólicas Adama (51 MW) y Adama II (153 MW) y en el proyecto hidráulico de Tekeze (300 MW).

## Producción y acceso a la electricidad
Quand le soleil est couché, c’est une immense tache sombre sur le planisphère.

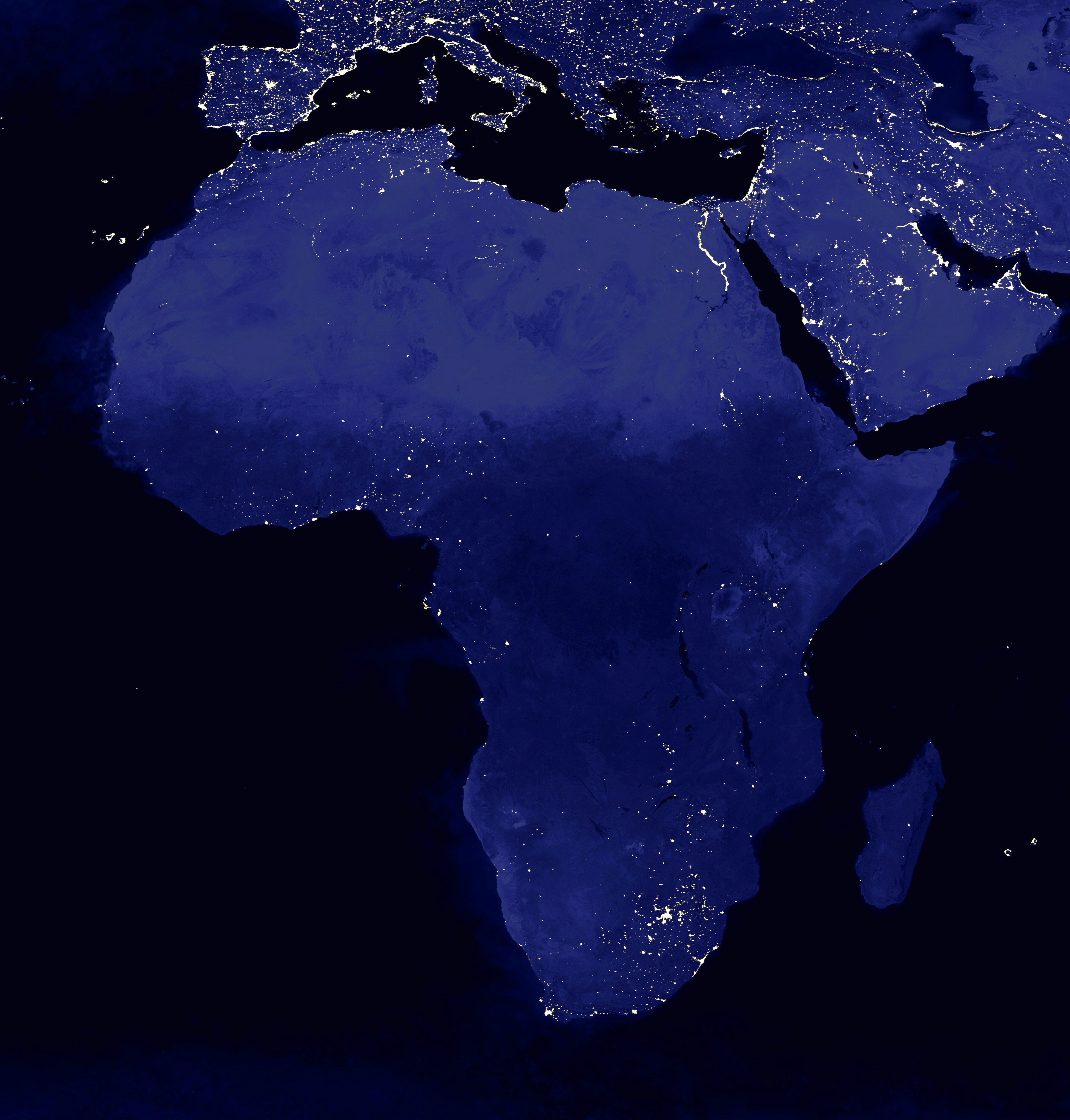
África iluminada de noche: una inmensa mancha sombría sobre el planisferio.Quand le soleil est couché, c’est une immense tache sombre sur le planisphère.

El acceso a la electricidad es un reto crucial para el continente[14] sobre todo para conseguir el objetivo ODS-7 (Garantizar el acceso a una energía asequible, segura, sostenible y moderna para todos) de los Objetivos de Desarrollo Sostenible definidos por Naciones Unidas.
El continente africano es actualmente el continente donde se consume menos electricidad: en 2016, la producción media de electricidad por habitante era de 576 kWh, lo que supone solo un 18,5 % de la media mundial que es de 3.110 kWh (7.148 en Francia, 12.825 en Estados Unidos, 4.290 en China). La energía total consumida en el continente, 706 TWh, es apenas superior a la consumida en Alemania: 572,8 TWh. La producción en 2017, estimada en 830,7 TWh, está focalizada en Sudáfrica (255,1 TWh, un 30,7 %) y en el Norte de África (193,2 TWh en Egipto, un 23,3 %, 31,6 TWh en Marruecos, 75,2 TWh en Argelia).
El acceso a la energía en el continente africano es parte del objetivo 7, de los ODS de Naciones Unidas porque, sin acceso a la energía, el desarrollo económico de África se ralentiza. Se trata de garantizar acceso a servicios energéticos asequibles, seguros, sostenibles y modernos para toda la población. En 2016, 42 % de la población africana tiene acceso a la electricidad, con fuertes disparidades entre países (algunos tienen una tasa inferior al 10 %) y entre zonas rurales y urbanas (22% y 71% respectivamente). Por zonas, África del Norte tiene un porcentaje de electrificación de casi 100 % y del 85 % en Sudáfrica, mientras que es del 38 % en países subsaharianos. La carencia de acceso a la electricidad es altísima en las zonas rurales (63 % de los habitantes del continente) lo que supone, en superficie, que menos del 10% del territorio está cubierto por redes de distribución de electricidad. Por otro lado, el precio elevado así como la falta de fiabilidad en el suministro, hacen más difícil el acceso a la energía.
La producción proviene sobre todo combustibles fósiles :
| Fuente                                                    | 1990  | %    | 2000  | %     | 2010  | %    | 2015  | 2016  | % 2016 | var.2016/1990 | estimación 2017 |
| Carbón                                                    | 164,7 | 51,8 | 208,7 | 47,0  | 259,3 | 38,4 | 255,9 | 253,5 | 31,5 % | +54 %         | 250,9           |
| Petróleo                                                  | 40,6  | 12,8 | 51,4  | 11,6  | 63,8  | 9,5  | 87,6  | 86,2  | 10,7 % | +112 %        | 81,5            |
| Gas natural                                               | 45,1  | 14,2 | 91,6  | 20,6  | 220,1 | 32,6 | 290,1 | 307,9 | 38,3 % | +583 %        | 325,1           |
| Totales fósiles                                           | 250,5 | 78,8 | 351,8 | 79,2  | 543,2 | 80,5 | 633,6 | 647,6 | 80,5 % | +158 %        | 657,5           |
| Nuclear                                                   | 8,4   | 2,7  | 13,0  | 2,9   | 12,1  | 1,8  | 12,2  | 15,0  | 1,9 %  | +79 %         | 15,8            |
| Hidráulico                                                | 58,2  | 18,3 | 77,7  | 17,5  | 113,0 | 16,7 | 124,6 | 119,9 | 14,9 % | +106 %        | 128,5           |
| Biomasa                                                   | 0,5   | 0,1  | 1,1   | 0,2   | 1,7   | 0,3  | 1,9   | 1,9   | 0,2 %  | +322 %        | nd              |
| Geotermia                                                 | 0,3   | 0,1  | 0,4   | 0,1   | 1,5   | 0,2  | 4,5   | 4,2   | 0,5 %  | +1190 %       | nd              |
| Eólica                                                    |       |      | 0,2   | 0,1   | 2,4   | 0,4  | 8,5   | 10,3  | 1,3 %  | ns            | nd              |
| Solar PV                                                  |       |      | 0,003 | 0,001 | 0,3   | 0,05 | 2,8   | 3,3   | 0,4 %  | ns            | nd              |
| Solar térmica                                             |       |      |       |       |       |      | 0,2   | 0,9   | 0,1 %  | ns            | nd              |
| Demás                                                     |       |      | 0,1   | 0,02  | 0,6   | 0,1  | 1,6   | 1,6   | 0,2 %  | ns            | 4,5             |
| Total EnR                                                 | 58,9  | 18,5 | 79,6  | 17,9  | 119,4 | 17,7 | 143,9 | 142,1 | 17,7 % | +141 %        | 153,0           |
| Total                                                     | 317,9 | 100  | 444,4 | 100   | 674,7 | 100  | 789,8 | 804,8 | 100 %  | +153 %        | 830,7           |
| Fuente de los datos : Agencia internacional de la energía |       |      |       |       |       |      |       |       |        |               |                 |

## Transición energética en África
África es el continente menos electrificado del mundo: en 2014, con el 16 % de la población mundial, representaba menos del 6 % del consumo energético y 3 % de las emisiones de gases de efecto de invernadero mundiales. África subsahariana tiene una marcada fractura energética: más del 65 % de la población no tiene acceso a un servicio eléctrico continuo y más del 80 % utiliza combustibles tradicionales (madera, carbón de madera) para cocinar.
La capacidad de producción instalada totaliza 43 GW en Sudáfrica con una tasa de acceso a la electricidad del 85%, 57 GW en África de Norte (tasa de acceso: 100 %) y 28 GW en África subsahariana fuera de Sudáfrica (80% de la población, tasa de acceso: 33%).
El cambio climático y eventos climáticos extremos han causado daños sin precedente en los países africanos, destruyendo infraestructuras, lo que supone poner en riesgo la actividad económica y la desaparición de empleos. Las manifestaciones más visibles son las sequías en África austral, las inundaciones en África del Oeste y la desertificación de regiones enteras de Magreb. Si los países africanos se concentran sobre todo en la adaptación al cambio climático, un número creciente de ellos tienen la transición hacia las energías renovables como centro de su estrategia climática. En comparación con la mayoría de los países industriales que dependen de los combustibles fósiles, la transición energética de África tiene una característica particular: excepto algunos países, como Sudáfrica, en la mayoría de los países africanos no es obligatorio abandonar el carbón y utilizar otras fuentes de energía. La modernización pasa por el aprovechamiento del potencial del continente en materia de energías renovables: biomasa, energía eólica, solar e hidroeléctrica. Implica, igualmente, abandonar las fuentes de energía ineficaces y peligrosas utilizadas por más de 700 millones de personas para reemplazarlas por combustibles y fuentes de energía moderna para la cocina, calefacción y alumbrado.

## Centrales térmicas fósiles
Las centrales térmicas de combustibles fósiles han producido 80,5 % de la electricidad del continente en 2016: 38,3 % procedente de gas natural, 31,5 % de carbón y 10,7 % de petróleo y productos petroleros.
La producción de electricidad ha consumido 44,5 % de la producción de carbón de África y 34,6 % de gas natural en 2016.

### Centrales de carbón
Las centrales térmicas de carbón siguen sobre todo presentes en Sudáfrica, país clasificado en 2017 como 7.º productor mundial de carbón; han producido 226,5 TWh en 2016 sobre los 253,5  del conjunto del continente, lo que supone el 89,3 %. Las principales centrales de carbón sur africanas son la Central térmica de Medupi (4.764 MW), la central térmica de Kendal (4.116 MW), la Central térmica de Majuba (4.110 MW), la Central térmica de Matimba (3.990 MW), etc.

### Centrales de gas natural
Las centrales de gas natural han producido 307,9 TWh en 2016, sobre todo en los países productores de gases: 140,4 TWh (45,6 %) en Egipto, (69,7 TWh) (22,6 %) en Argelia, 25,3 TWh en Nigeria.

### Grupos electrógenos
70 % de los Africanos de la zona subsahariana no están  conectados a la red eléctrica, deben a menudo utilizar grupos electrógenos. En Nigeria, primer mercado para estos aparatos, más de la mitad de los hogares tiene uno para hacer frente a los inoportunos cortes de energía o para acceder a la energía. Se estima que en Nigeria, los grupos electrógenos representan una capacidad total de 10 a 15 gigawatts (GW), mientras que las centrales eléctricas clásicas en funcionamiento no sobrepasan los 4 GW. El mercado de los generadores eléctricos, de todas las capacidades combinadas, crece a un ritmo de 10 al 20% anual.

## Energía nuclear

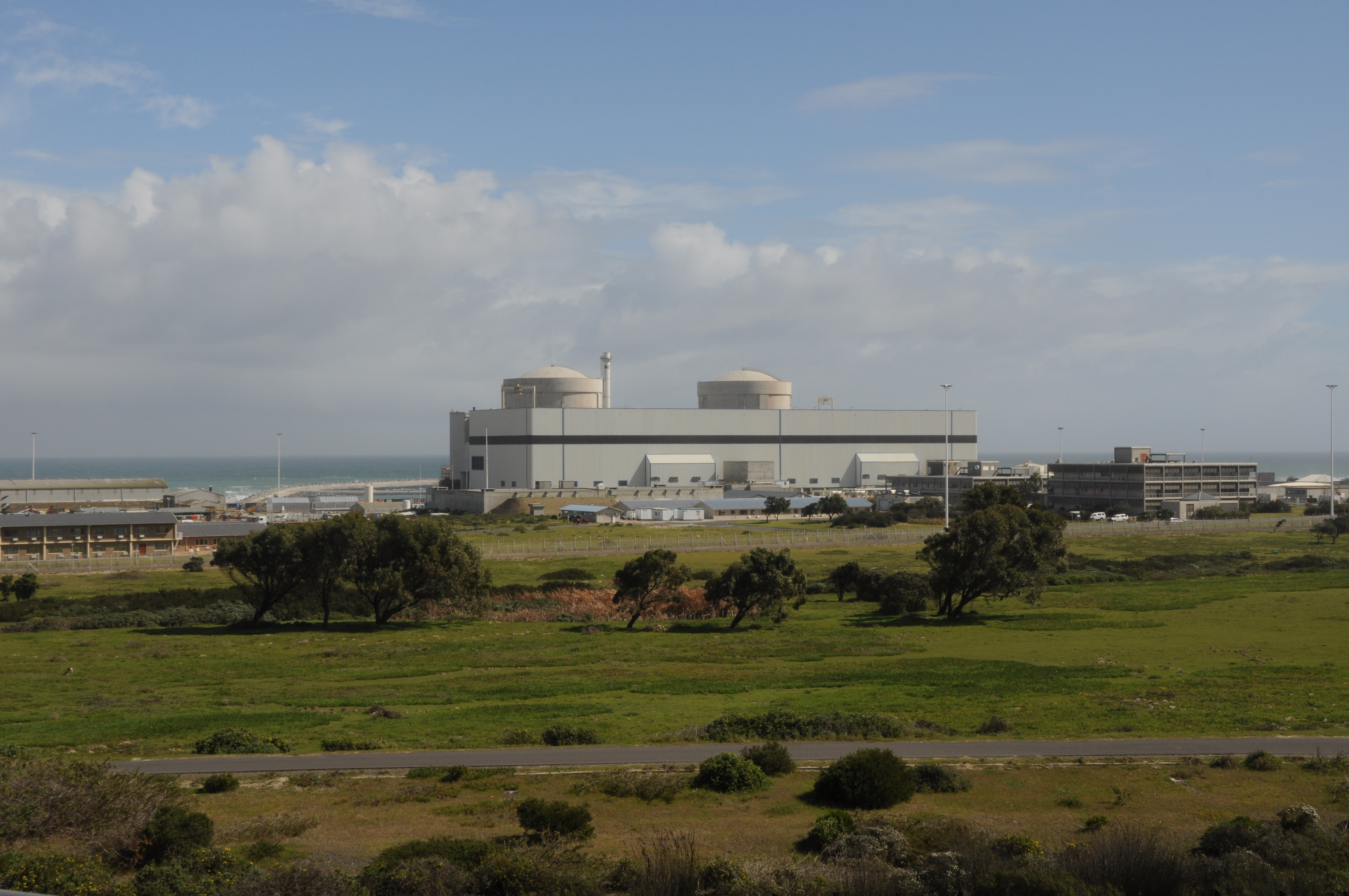
Central nuclear de Koeberg en 2010.

La energía nuclear generó el 1,9 % de la electricidad en el continente en 2016.
La central nuclear de Koeberg, en Sudáfrica, es la única central nuclear en funcionamiento en África. Tiene dos reactores de agua a presión de 970 MW cada uno, conectados a la red en 1984 y 1985, cuya producción neta ha sido de 15.087 GWh en 2017, lo que supone un 6,7 % de la producción neta total de electricidad del país.
El ejecutivo sur-africano mencionaba regularmente desde 2010 la posibilidad de recuperar su programa nuclear civil para afrontar sus necesidades de producción de electricidad, generada en un 90 % por contaminantes centrales de carbón. El expresidente Jacob Zuma lanzó un proyecto de seis a ocho nuevos reactores con una capacidad total de 9 600 MW, pero su precio estimado de aproximadamente 70.000 millones de euros supuso un dilema en un país con economía frágil. Varios países, Rusia, Francia, Corea del Sur y Estados Unidos, se estaban posicionando. El nuevo presidente Cyril Ramaphosa ha expresado varias veces sus reticencias: «tenemos capacidades de producción suficiente y no tenemos dinero necesario para un nuevo programa nuclear». El ministro de energía, Jeff Radebe, anunció el 27 de agosto de 2018 que aplazará su plan de reactivar la energía nuclear civil después de 2030 y se centrará en la energía renovable para dejar de depender del carbón.
El proyecto de central nuclear de El-Dabaa en Egipto prevé, según el acuerdo firmado en diciembre de 2017 por los jefes de Estado de Egipto y de Rusia, la construcción de cuatro reactores por el grupo público ruso Rosatom. El proyecto fue planeado en 1981 y se lanzó un concurso de licitaciones en 1983, pero la catástrofe de Chernobyl fue la sentencia de muerte de este proyecto, que solo fue reactivado en 2015 por el presidente Abdel Fattah al-Sissi. La central tendría que estar acabada en 2022, y empezar a producir electricidad en 2024.
Once Estados africanos han anunciado claramente su intención de dotarse de centrales nucleares: Argelia, Marruecos, Túnez, Egipto, Ghana, Kenia, Uganda, Zambia, Níger, Nigeria y Sudán. Para 2025, al menos cinco países africanos estarán equipados, además de Sudáfrica. Según la Agencia internacional de la energía atómica (AIEA), en 2018 más de un tercio de los países candidatos a energía nuclear son africanos. El continente posee 20 % de las reservas mundiales de uranio. Treinta y cuatro países lo almacenan en sus sótanos; las minas están ubicadas principalmente en Sudáfrica, en Malaui, en Namibia y en Níger; este último, uno de los países menos electrificados del planeta, posee la 4.º mayor reserva mundial de uranio.

## Recursos renovables
África dispone recursos importantes mal explotadas que pueden producir electricidad a menor coste utilizando fuentes de energía renovable.

### Hidroelectricidad
África posee cuatro grandes cuencas hidrográficas :  
- Nilo con una longitud de aproximadamente 6.700 km, una cuenca de 3.400.000 km² y un caudal medio de 2.830 m3/s,
- Congo con una longitud de 4 700 km y una cuenca de  680 000 km² y un caudal medio al nivel de la desembocadura de 41 800 m3/s,
- Níger con una longitud de 4.184 km con una cuenca de  262 000 km² y un caudal medio de 6 000 m3/s
- el lago Chad con una cuenca de 380 000 km².

Los recursos hidráulicos podrían cubrir todas las necesidades de electricidad del continente. La Agencia Internacional de la Energía evalúa el potencial hidroeléctrico en 300 GW, equivalente a 300 reactores nucleares. Solamente, la RD Congo ha contabilizado 200 lugares, que representarían 100 GW. Pero solo el 5 % del potencial está explotado. El obstáculo principal es la financiación de la construcción: un proyecto de más de 100 MW, tiene un presupuesto generalmente superior a 500 millones de euros, como promedio, un 50 % más que una central térmica, a gas o a carbón. El lugar de Inga, cerca de la desembocadura del río Congo, tiene el mayor potencial hidroeléctrico del mundo: 43 200 MW; se debería construir en varias fases, pero la siguiente unidad, de 4 800 MW (Inga III) ya es un desafío para muchos de los actores implicados: la Sociedad nacional de electricidad (Snel) de la RD Congo, que tendría que comprar el equivalente a 1000 MW aproximadamente, es poco solvente; para Sudáfrica, que espera 2 500 MW, transportar esta energía a través de cuatro país será una operación diplomática compleja; las empresas mineras del Katanga están preparadas para un compromiso de 1 300 MW, pero hay reticencias por hacerlo a lo largo de varias décadas.
El potencial de la pequeña hidráulica en África se estima en 12 197 MW, de los que solo 580 MW están explotados en 2016, menos del 5 %. África del Este dispone del mayor potencial: 6 759 MW, seguida por África del Oeste: 3 113 MW, África Central: 1 745 MW, África austral: 392 MW  y África de Norte: 189 MW. En África del Este, solo 3 % del potencial está utilizado; Kenia, Etiopía y Mozambique tienen un potencial de estimado respectivamente en 3 000 MW, 1.500  y 1 000 MW.
La potencia instalada de las centrales hidroeléctricas africanas se elevaba a 36 264 MW a finales de 2018, de los que 3 376 MW provenían de centrales hidroeléctrica reversible. Su producción alcanzaba 138 TWh en 2018, de los que 14,4 TWh en Mozambique, 13,65 TWh en Zambia, 13,5 TWh en Angola y 13,1 TWh en Egipto. África tenía el 2,8 % de la potencia instalada mundial y una producción del 3,3 %.

### Energía solar

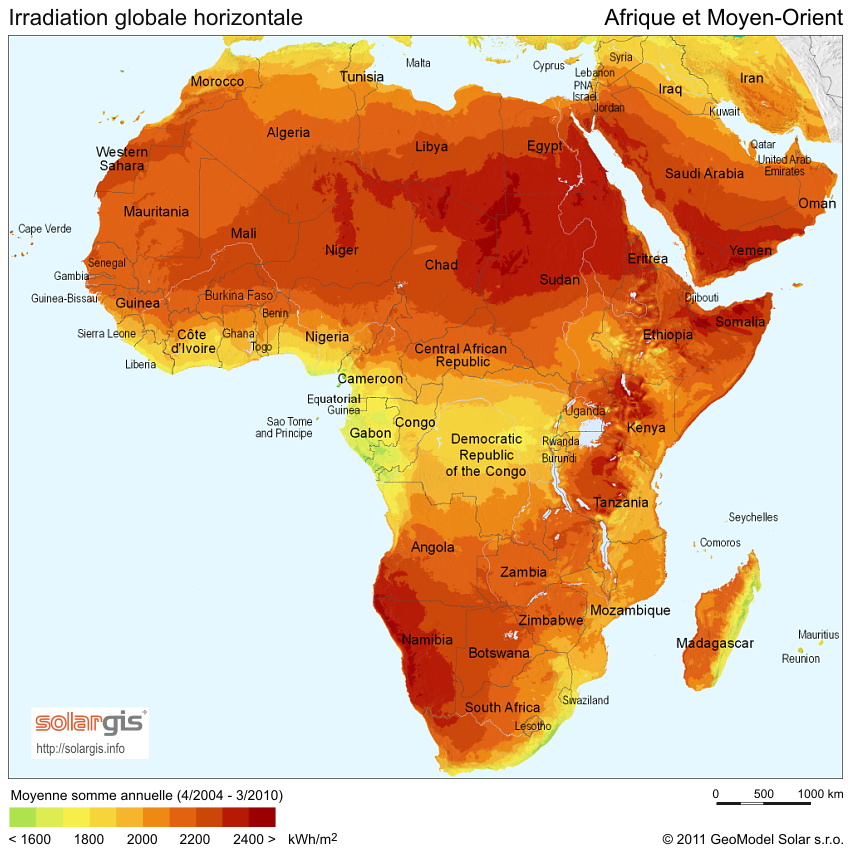
Mapa de la irradiación solar para África y Oriente Medio, SolarGIS © 2011 GeoModel Solar

Los gráficos muestran que África es un continente fuertemente irradiado por el Sol, y entre los tienen más horas de soleamiento.
En 2016, la producción de electricidad solar fotovoltaica en África se elevaba a 3 305 GWh y la de centrales solares térmicas a 900 GWh; las producciones mundiales correspondientes se elevaban a 328 038  y 10 474 GWh; África producía el 1 % de la fotovoltaica y el 8,6 % de solar térmica.
Según el IRENA, las capitales de los países africanos disponen de una irradiación solar de unos 1.750 a 2.500 kWh/m/año, y 39 países tienen un recurso solar superior a 2 000 kWh/m2/año. Namibia alcanza el nivel más elevado: 2400 kWh/m²/año 51 kWh/m2/año, y Sudán, Somalia, Egipto sobrepasan los 2 400 kWh/m2/año, muy superior al nivel de Alemania que dispone una media de 1 150 kWh/m2/año. No obstante, la potencia instalada del parque solar alemán era de 40 000 MW en 2016 contra solo 21 MW en África.
El IRENA constata que los proyectos solares fotovoltaicos de gran tamaño, en servicio en África en 2018, tenían un coste medio ponderado de producción de 0,122 $/kWh, superior al 40 % de la media mundial.
Un estudio más completo en 2016 daba un abanico de costes de inversión entre 1,4 a 3 $/Wc para los grandes proyectos en África contra 1,8 $/Wc en 2015 en Estados Unidos. Las principales restricciones son los costes de transporte y la disponibilidad de competencias técnicas: estos precios bajos, solo están disponibles en la proximidad de los grandes puertos. Los pequeños proyectos (menos de 1 kW), no tienen los beneficios de las economías de escala y además, al incluir el coste de las baterías de almacenaje, se sitúan entre 4,3 y 14,2 $/Wc.

### Eólica
El atlas mundial del viento (Global Wind Atlas) identifica recursos eólicos de entidad, en particular en el Sáhara y el Cuerno de África, pero también en las costas del sur de África.
La producción de electricidad mediante eólica en África se elevaba a 10 262 GWh, un 1,3 % de la producción total del continente. Sudáfrica producía 3 700 GWh, un 36 % del total africano.
La potencia eólica instalada en África avanzó del 16 % en 2017, a 3 917 MW a finales de 2016 a 4 538 MW a finales de 2017; esta progresión de 621 MW concierne solo a Sudáfrica, que alcanza 2 094 MW a finales de 2017, un 46 % del total africano; 2.º, pero muy alejado se encuentra Egipto: 810 MW, después Marruecos: 787 MW; el 4.º Etiopía con 324 MW, seguida de Túnez con 245 MW.

### Geotermia
En África del Este se encuentra flujos de calor debidos a la dinámica de las placas tectónicas, que pueden ser hasta diez veces superiores a la media terrestre: pueden llegar a 1 MW/km². A 1 500 o 2 000 metros de profundidad se pueden alcanzar temperaturas cercanas a los 250 °C. 
El potencial geotérmico es muy alto en África: las evaluaciones son de 10 000 MW para Kenia, 5 000 MW para Etiopía, 1 200 para Yibuti, 700 MW para Ruanda, 650 a 5 000 para Tanzania, 450 MW para Uganda; no hay datos disponibles para Eritrea.
Kenia se clasifica el 8.º a nivel mundial entre los países productores de electricidad geotérmica con 4 204 GWh en 2016, un 5,1 % del total mundial y 43,1 % de la producción total de electricidad del país.
La potencia instalada de las centrales geotérmicas se elevaba a finales de 2015 a 607 MW en Kenia y 8 MW en Etiopía. Las capacidades en el transcurso de desarrollo alcanzaban 1 091 MW en Kenia, 987 MW en Etiopía y 50 MW en Yibuti; Tanzania cuenta poner en servicio 220 MW de aquí a 2020.

### Biomasa
La biomasa bajo forma de fuego de madera es muy habitual en África. Pero, en la producción de electricidad es débil: 1 942 GWh en 2016, un 0,2 % de la producción de electricidad del continente.

## Algunos proyectos en curso y de futuro

### Mini redes eléctricas
La empresa WATILA Internacional ha desarrollado un modelo de mini redes eléctricas alimentadas por energía solar que puede satisfacer necesidades de electrificación rural y urbana.
Está basado en dos principios :
- Distribución de servicios eléctricos (alumbrado, alimentación de los equipos audiovisuales y productores de frío) al tiempo que la electrificación de la comunidad;
- El «Pay As You Go»: los clientes solo pagan lo que consumen, a través de mecanismos de pago por telefonía móvil.

Este proyecto centroafricano tiene como objetivo elevar el porcentaje de acceso a la electricidad del 3 % al 27 % en las zonas rurales y urbanas gracias a la tecnología de mini redes numéricas descentralizadas: 100 Megavatios previstos para un periodo de 3 años y llegar a unos 240 000 hogares.
Este proyecto actualmente está en fase de realización con numerosos actores: Estado; ONG que participa en la estructuración de las concesiones de red eléctrica, en la definición y organización de programas de formación, de sensibilización, y de educación; operadores de telefonía móvil: los clientes tendrán que comprar «unidades eléctricas» anticipadamente, en el modelo de tarjetas telefónicas; bancos que participan en la comercialización del producto; financieros: para las fases de demostración 1 millón de euros están previstos y 460 millones de euros de inversión; empresas locales.

### Proyecto Biostar
El proyecto Biostar tiene como objetivo aportar energías a las empresas agroalimentarias y forestales sobre todo en África del Oeste.
En el África occidental hay un enorme depósito de residuos agrícolas y forestales procedentes de las cadenas de valor locales: 
- 945 000 toneladas por año: una tonelada de anacardos crudos produce 700 kg de cáscaras, es decir, 3.200 kWh
- 810 000 toneladas por año del cáscara de karité: una tonelada de manteca de karité produce 12 toneladas de cáscaras de karité, es decir, 6600 kWh
- 1 300 000 m³ por año de madera: un tronco de madera de 1 m³ crea 0 65 m³ de aserrín con el que se pueden obtener 1666 kWh.
- 880 000 toneladas por año de cáscaras de arroz: 1 tonelada de arroz genera 220 kg de cáscaras de arroz, es decir, 150 kWh

El objetivo de transformar los residuos en calor, en electricidad en la proximidad de las zonas de producción de calor para satisfacer la demanda de empresas y de las poblaciones locales en zona rural. 
Este proyecto permitirá crear empresas especializadas en la producción de energía a partir de biomasa y el desarrollo de nuevas actividades agrícolas de producción y recolección de biomasa para uso energético.

### Proyecto de central biomasa de cacao
Costa de Marfil será el primer país en el mundo en disponer de una central eléctrica de biomasa, utilizando los residuos de la producción de cacao. El anuncio ha sido hecho durante la visita, comienzos de julio de 2018, de una delegación de oficiales estadounidenses a Abiyán, en el marco del refuerzo de las relaciones económicas y comerciales entre Costa de Marfil y Estados Unidos. 
La central, cuya obra se iniciará a lo largo de 2019 con una capacidad de 60 à 70 MW alimentada por 26 millones de toneladas de vainas, generadas al año en la recolección del cacao. El coste de la inversión está estimado a 154.000 millones de FCFA, 235 millones de euros. El gobierno de Costa de Marfil estima producir de aquí a 2030 424 MW de energía eléctrica con la biomasa del cacao producida de aquí 2030. Aproximadamente se reducirán 250 000 toneladas de CO2 al año.

### Proyecto de almacenaje de energía
Un de los compromisos de Sudáfrica es producir y consumir energía propia. No obstante es difícil de conseguir ya que la producción de energías renovables es intermitente. El problema es que en la estación seca, el caudal de los cursos de agua disminuye, lo que supone una bajada en la producción de los embalses, mientras que en estación lluviosa, la producción solar disminuye. Sudáfrica invirtió en el almacenaje de energía en baterías, en colaboración con Eskom, compañía eléctrica nacional. Este proyecto permitirá almacenar aproximadamente 1 440 Mwh de energía al día, un 1% de la producción de la red eléctrica sur-africana. Los científicos han desarrollado y testado con éxito la famosa batería a sal sur-africana. El Banco mundial y el Banco africano de desarrollo (BAD) estiman que serán necesarios 500 millones de dólares para producir estas baterías a gran escala. El ejecutivo Británico ha decidido apoyar el proyecto y ha invertido 76 millones de dólares.

### Proyecto HQ Power Ruanda
HQ Power es un proyecto Ruandés de 280 millones de euros, financiado por Hakan Mining, Quantum Power y Thémis y supervisado por técnicos suecos y finlandeses. Este proyecto consiste en construir una central térmica alimentada con turba que tendría que producir 80 MW. Tendría que aumentar un 40 % la producción eléctrica de Ruanda y disminuir la importación de fuel. El final de la construcción de esta central está prevista para 2019. La primera en el continente africano.

### Central eólica en el golfo de Suez
Egipto produce 86 % de su electricidad gracias a centrales térmicas de gas. Un proyecto de 400 millones de dólares permitirá a Egipto producir 250 MW gracias a la construcción de una central eólica en el golfo de Suez, contribuyendo al objetivo de 7 GW de electricidad eólica de aquí a 2020.

### Central solar de Bangweulu en Zambia
Esta central forma parte del programa Scalling Salat y tendría que producir 54,3  de electricidad, con una financiación por la IFC, del grupo del Banco mundial. Su construcción debería acabar a finales de 2019; la tarifa de la electricidad caerá a 6,02 centimes de dólar el kWh contra 15 centimes en Francia.

### Centrales solares
Burkina Faso ha inaugurado en noviembre de 2017 en Zagtouli la mayor central solar de África del Oeste que comprende 130 000 paneles solares, una superficie de 55 ha para una potencia de 33 MW. Tendría que producir 55 000 MW al año, un 5 % de la producción nacional. a un coste muy claramente inferior a la energía fósil, importado a este país lejos de los puertos de aguas profundas. Burkina considera otras cuatro centrales más y con vistas a tener un 30 % de su mix enérgico fotovoltaico.

### Kits solares
Varias decenas de millares de Africanos sin acceso a la red eléctrica disponen de kits solares alquilados por EDF, Engie y los actores locales. Pequeños paneles fotovoltaicos suministran energía por medio de bombillas de batería, radio o ventilador. Fenix International, una joven empresa comprada por Engie en abril de 2018, con sede hoy en Kampala (Uganda), establecida en varios países (Estados Unidos, China, Zambia o Costa de Marfil), suministra equipos solares a más de 300.000 hogares en todo el mundo (no solo en África), llegando a más de 1.500.000 personas.